# Леггетт, Роберт
Роберт Луис Леггетт (англ. Robert Louis Leggett, 26 июля 1926 — 13 августа 1997) — американский юрист и политик, восемь сроков занимал должность представителя США от Калифорнии с 1963 по 1979 год.

## Ранний период жизни
Леггетт родился в Ричмонде, штат Калифорния, и посещал там государственную школу. С 1944 по 1946 год он служил рядовым в авиации ВМС США.
Он окончил Калифорнийский университет в Беркли со степенью бакалавра в 1947 году и Школу юриспруденции Боалт-Холл Калифорнийского университета (University of California's Boalt Hall School of Jurisprudence) со степенью доктора права в 1950 году. Он был принят в коллегию адвокатов в 1951 году и начал юридическую практику в Вальехо, Калифорния. Леггетт был членом Ассамблеи штата Калифорния (California State Assembly) в 1960 и 1962 годах.

## Карьера
Леггетт был членом демократической партии США, избран в восемьдесят восьмой и семь последующих Конгрессов с 3 января 1963 года по 3 января 1979 года. Леггетт работал в комитете Палаты представителей по вооруженным силам и выступал против войны во Вьетнаме. Он также был одним из первых защитников окружающей среды.
В 1970-х годах у него завязался роман с Сьюзи Пак Томсон, помощницей спикера палаты представителей Карла Альберта. Томсон родилась в Корее. В 1976 году в рамках расследования Koreagate Федеральное бюро расследований и Налоговое управление США заявили, что Леггетт мог передавать информацию корейским чиновникам или получать от них привилегии. Леггетт решительно отверг обвинения и ушел из Конгресса в 1979 году. Он и Томсон поженились в 1981 году.
В 1989 году Леггетт выступил в качестве соучредителя Всемирной премии мира.
Леггетт умер 13 августа 1997 года в Ориндже, Калифорния.